# Tachyphonus
Tachyphonus là một chi chim trong họ Thraupidae.